# 10262 Самойлов
10262 Самойлов (10262 Samoilov) — астероїд головного поясу.
Відкритий 3 жовтня 1975 року співробітником Кримської астрофізичної обсерваторії Людмилою Іванівною Черних. 2002 р. названий на честь актора Євгена Самойлова до 90-ї річниці його народження.
Тіссеранів параметр щодо Юпітера — 3,345.